# Kamen (chanson)
Pour les articles homonymes, voir Kamen.
Singles de Kumi Kōda
Ima Sugu Hoshii
(2006) WIND
(2006)
Kamen est le 28e single de Kumi Kōda sorti sous le label Rhythm Zone le 8 février 2006 au Japon. Il atteint la 3e place du classement de l'Oricon. Il se vend à 34 860 exemplaires la première semaine, et reste classé pendant 6 semaines, pour un total de 46 971 exemplaires vendus. Kamen est le 10e single d'une série de 12, un nouveau sort chaque semaine pendant 12 semaines. Sur chaque pochette de ses différents singles, Kumi porte une robe traditionnelle d'un pays ; pour Kamen c'est Hawaï.
Kamen se trouve sur deux compilations, Best: Second Session et Out Works and Collaboration Best.

## Liste des titres
Toutes les paroles sont écrites par Tatsuya Ishii.
| 1. | Kamen feat.Tatsuya Ishii                             | Tatsuya Ishii | 5:24 |
| 2. | Kamen feat.Tatsuya Ishii (with your darling version) | Tatsuya Ishii | 5:23 |
| 3. | Kamen feat.Tatsuya Ishii (with your honey version)   | Tatsuya Ishii | 5:23 |
| 4. | Kamen feat.Tatsuya Ishii (Instrumental)              | Tatsuya Ishii | 5:23 |